# Piotr Poczinczuk
Piotr Iwanowicz Poczinczuk (ros. Пётр Иванович Починчук; ur. 26 lipca 1954 w Lachowcach, zm. 1 grudnia 1991 w Grodnie) – białoruski lekkoatleta chodziarz startujący w barwach Związku Radzieckiego, wicemistrz olimpijski z 1980.
Zdobył srebrny medal w chodzie na 20 kilometrów na mistrzostwach Europy w 1978 w Pradze, przegrywając jedynie z Rolandem Wieserem z NRD. Zajął w tej konkurencji 5. miejsce w Pucharze Świata w chodzie sportowym w 1979 w Eschborn.
Na igrzyskach olimpijskich w 1980 w Moskwie zdobył srebrny medal w chodzie na 20 kilometrów, za Maurizio Damilano z Włoch. Zajął 8. miejsce w tej konkurencji w Pucharze Świata w 1981 w Walencji. Na mistrzostwach Europy w 1982 w Atenach zajął na tym dystansie 10. miejsce, a na mistrzostwach świata w 1983 w Helsinkach – 13. miejsce.
Poczinczuk był mistrzem ZSRR w chodzie na 20 kilometrów w 1982.
Rekordy życiowe Poczinczuka:
| Konkurencja           | Data i miejsce             | Wynik   |
| --------------------- | -------------------------- | ------- |
| chód na 20 kilometrów | 30 sierpnia 1978, Praga    | 1:23:43 |
| chód na 30 kilometrów | 27 kwietnia 1980, Czerkasy | 2:05:05 |